# Räddningstjänsten Sala-Heby
Räddningstjänsten Sala-Heby är en gemensam räddningstjänst för Sala och Heby kommuner.
Räddningstjänsten Sala-Heby har en heltidstation i Sala och deltidstationer i Heby, Ransta, Hedåker, Möklinta, Tärnsjö och Östervåla.

## Skogsbranden i Västmanland 2014
Skogsbranden i Västmanland 2014 bröt ut den 31 juli i ett område mellan Sala och Surahammars kommuner, men spreds de närmast efterföljande dagarna snabbt i det torra vädret och med stark sydostlig till sydlig vind till också Fagersta kommun och Norbergs kommuner. Koordineringen av brandbekämpningen låg till en början på den kommunala nivån, med räddningsledare från Räddningstjänsten i Sala-Heby, som tog över från Mälardalens brand- och räddningsförbund fredagen den 1 augusti, men övertogs tisdagen 5 augusti av staten genom Länsstyrelsen i Västmanlands län. Räddningstjänsten Sala-Heby kom den 3 augusti att bli först i Sverige med att, genom Myndigheten för samhällsskydd och beredskap och Emergency Response Coordination Centre i Bryssel, begära och få understöd för skogsbrandbekämpning av vattenbombare från Frankrike och Italien.